# Javier Ibáñez
Javier Ibáñez Díaz (bulgarisch Хавиер Ибанес Диас, Chawier Ibanes Dias; * 14. Juli 1996 in Matanzas, Kuba) ist ein bulgarischer Boxer kubanischer Herkunft. 

## Karriere
Javier Ibáñez wurde 2014 Kubanischer Jugendmeister im Bantamgewicht und gewann in dieser Gewichtsklasse auch die Jugend-Weltmeisterschaft 2014 in Sofia und die Olympischen Jugend-Sommerspiele 2014 in Nanjing.
2016 wurde er Kubanischer Meister im Bantamgewicht und nahm für das kubanische Team Cuba Domadores in der World Series of Boxing teil, wo er drei von fünf Kämpfen gewann. Darüber hinaus gewann er die Silbermedaille im Bantamgewicht bei der Panamerikameisterschaft 2017 in Tegucigalpa, nachdem er aufgrund einer Verletzung nicht zum Finalkampf gegen Leonel de los Santos antreten konnte. Bei der Weltmeisterschaft 2017 in Hamburg unterlag er in der Vorrunde gegen den späteren Vize-Weltmeister Duke Ragan, den er im Halbfinale bei der Panamerikameisterschaft noch besiegt hatte.
Seit 2018 geht er für Bulgarien an den Start und nahm im Federgewicht an der Weltmeisterschaft 2021 in Belgrad teil, wo er im Viertelfinale mit 2:3 gegen Samuel Kistohurry ausschied.
Bei der Europameisterschaft 2022 in Jerewan gewann er eine Bronzemedaille im Federgewicht und bei den Europaspielen in Krakau die Goldmedaille dieser Gewichtsklasse. Im April 2024 gewann er Silber bei der Europameisterschaft in Belgrad. Bei den Olympischen Spielen 2024 in Paris gewann er eine Bronzemedaille.